# Anzia afromontana
Anzia afromontana är en lavart som beskrevs av R. Sant. Anzia afromontana ingår i släktet Anzia och familjen Parmeliaceae.   Inga underarter finns listade i Catalogue of Life.